# Buire-Courcelles
Buire-Courcelles là một xã ở tỉnh Somme, vùng Hauts-de-France, Pháp. 
Thị trấn này tọa lạc trên đường D199, khoảng 14 dặm Anh về phía đồng bắc của Saint-Quentin.

## Dân số
| 1962                                                           | 1968 | 1975 | 1982 | 1990 | 1999 |
| -------------------------------------------------------------- | ---- | ---- | ---- | ---- | ---- |
| 286                                                            | 302  | 316  | 291  | 283  | 284  |
| Số liệu điều tra dân số từ năm 1962, dân số không tính hai lần |      |      |      |      |      |